# Chiesa di Sant'Anna (Clusone)
La chiesa di Sant'Anna è un luogo di culto cattolico, si trova nel comune di Clusone in val Seriana provincia di Bergamo sull'omonima piazza nel centro storico del paese, faceva parte del complesso chiamato La corte di sant'Anna, che ospitava il convento e il chiostro delle suore Terziarie francescane.

## Storia
La datazione 1487 scolpita in rilievo sull'arco del portale all'ingresso della chiesa riporta la data dell'ampliamento di una piccola chiesa preesistente che risulta aperta al culto nel 1414, mentre alcuni documenti darebbero presenti nel convento le monache clarisse nel 1432. Risulta nel medesimo anno la presenza a Clusone di san Bernardino da Siena ospite presso il convento delle monache francescane.
La storia della chiesa e del convento si affiancano; è della fine del XX secolo, la scoperta di un passaggio che dall'interno della chiesa, sotto il campanile porta direttamente nei locali residenza delle monache, questo per permettere loro di assistere alle funzioni religiose, senza passare sulla piazza, essendo loro soggette anche alla clausura. Verso la fine del Seicento il conte Vittorio Maria Fogaccia acquista il complesso e lo vende alla francescane presenti nella chiesa della Beata Vergine del Paradiso. Le monache e le importanti famiglie di Clusone ebbero la loro tomba nella chiesa fino a quando la legge lo consentì.
La chiesa fu chiusa più volte. Nel Seicento, durante la peste del 1630, la chiesa e i locali del convento, furono adibiti a lazzaretto, per essere la chiesa nuovamente benedetta e aperta al culto grazie alla volontà delle monache e dell'arciprete Gio Battista Bottaini il 26 luglio 1652.
L'11 maggio 1810, venne soppresso il convento, la chiesa di conseguenza nuovamente chiusa, e riaperta al culto solo l'11 febbraio 1814, mentre i locali furono dalla congregazione di Carità, destinati a ospizio per anziani e poveri e a scuole elementari, e una parte in dotazione alla gendarmeria austriaca di stanza a Clusone, un contingente piccolo di croati che vi rimasero fino all'Unità d'Italia. Nel 1856 la chiesa si presentava nella sua facciata, in un grave stato di degrado, furono quindi realizzati gli affreschi della facciata a opera di Carlo Rota con una nuova decorazione prospettica. Dal 1860 il convento divenne sede dell'ospedale civile di Clusone, il primo della valle. 
Alla fine del Novecento la chiesa fu oggetto di un importante restauro conservativo, gli affreschi interni furono bonificati nel 1983, e la facciata nel 1991, riprese la sua originaria composizione, furono infatti rimosse le pittura del Rota, riaperte le finestre a tutto sesto e ripresi gli affreschi cinquecenteschi.

## Descrizione

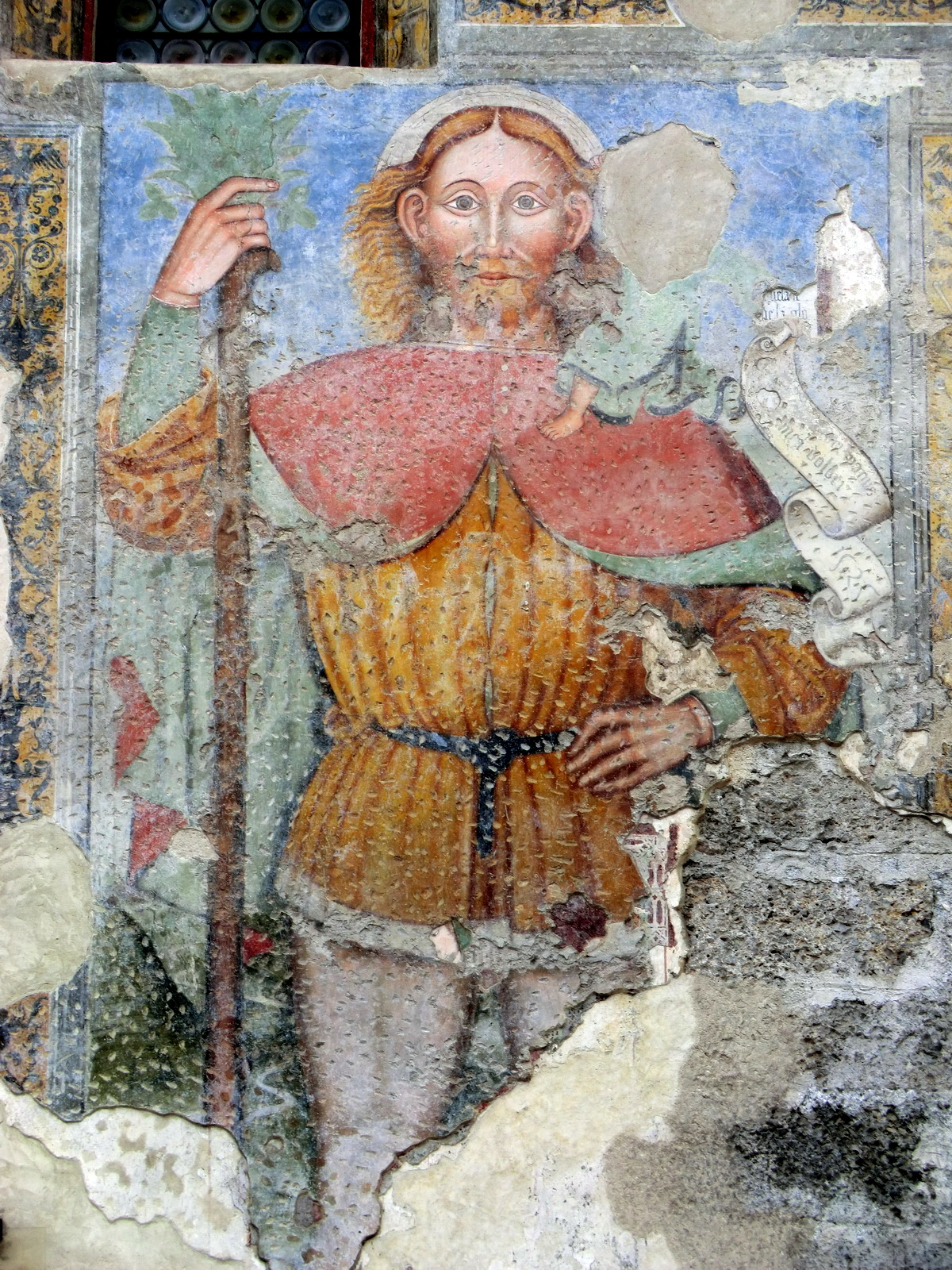
S. Cristoforo - Facciata della chiesa di Sant'Anna

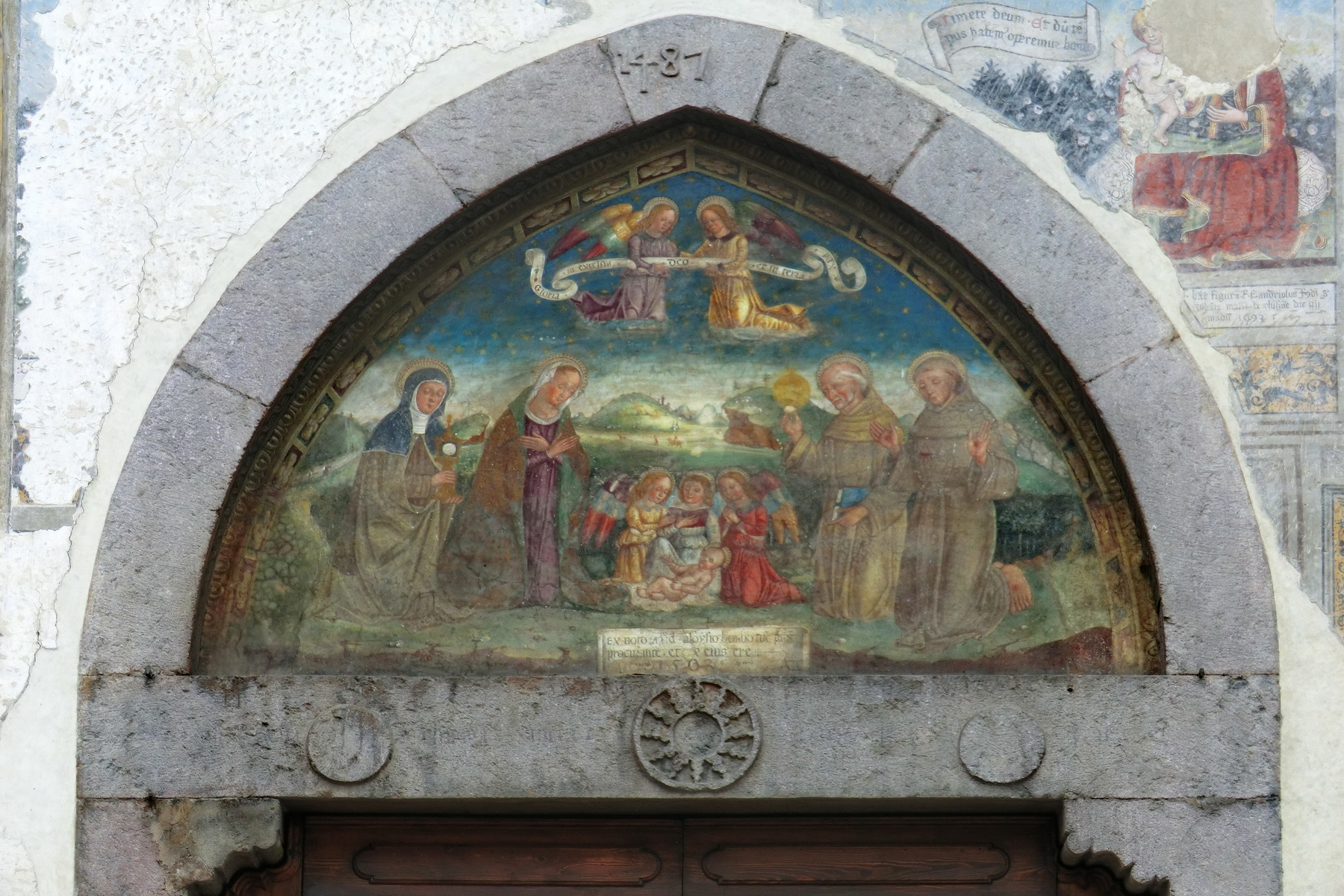
Lunetta esterna con la Natività e corteggio

### Esterno
La chiesa, a causa della pavimentazione che fu eseguita nel 1809, si ritrovò a un piano superiore rispetto l'assetto stradale, per questo motivo furono aggiunti i gradini che conducono al portale.
La facciata, dopo il restauro degli anni novanta, si presenta con un portale in pietra, con l'architrave che ospita lì il bassorilievo con il trigramma di san Bernardino da Siena, e completo di lunetta a sesto acuto dove è affrescata la Nascita di Gesù, con il Bambino adorato da tre angeli, e con a fianco i santi Bernardino da Siena e Francesco d'Assisi sul lato destro, mentre a sinistra vi sono la Madonna e santa Chiara, nella parte superiore alcuni angeli reggono un carteggio che riporta la data del 1502. Il dipinto fu eseguito su commissione di Alojsio Bembo, podestà della val Seriana. 
A destra del portale vi è un grande affresco di san Cristoforo, patrono dei viandanti, doveva sicuramente essere segno di buona accoglienza nel convento per i pellegrini. Sulla parte alta vi è un cartiglio datato 1525, che cita l'indulgenza per chi vuole visitare la chiesa con una frase di sant'Agostino l'ingratitudine umana secca la fonte della misericordia di Dio.
Resti di altri affreschi coprono la facciata, e due finestre a sesto acuto tornati alla luce dopo i restauri dell'intera facciata portano luce all'interno dell'aula. Il fronte principale termina con le due falde del tetto molto aggettanti per poter proteggere la facciata e i fedeli.

### Interno
L'interno non troppo grande, è affrescato a immagini votive della fine del Quattrocento, la particolarità del coro che ne taglia una parte, rende questi affreschi divisi: nella parte inferiore i piedi, e nella parte superiore il busto dove sono riconoscibili sant'Agostino, san Bernardino e la Madonna in trono.
Sull'altare in una cornice barocca di scuola fantoniana, vi è la tela attribuita al Domenico Carpinoni della fine del XVI secolo, che raffigura Maria che presenta a sant'Anna il suo figlio Gesù. Nella chiesa sono presenti altre due tele raffiguranti La cena di Emmaus, per tradizione attribuita alla pittrice Maria Giacomina Nazari e Sant'Anna con la Madonna di ignoto autore.

### Affreschi
L'interno della chiesa appare appare completamente affrescata da soggetti votivo e devozionali. Le pitture sono catalogabili in due gruppi distinti. quelle presenti nella parte del monastero e quelli della chiesa. La chiesa presenta dipinti raffiguranti i santi Damiano, Cosma, Agata, Alberto di Villa d'Ogna. La presenza dei due santi siriani Cosma e Damiano che vengono indicati come medici che esercitavano senza retribuzione ma solo per carità, quindi oggetto di devozione contro le malattie. Il beato Alberto di Villa d'Ogna è raffigurato con gli abiti da penitente e in cammino, vicino a santa Agata raffigurata con i simboli del suo martirio: le mani legate e i seni mozzati, e un re penitente forse san Sigismondo già presente in altre abitazioni. Questo riporta la data del 1509, forse ex voto di una mamma che chiedeva più latte per il suo neonato. Il dipinto di buona fattura raffigurante la Madonna del buon Consiglio, posta sul lato del presbiterio, è oggetto di grande devozione da parte degli abitanti clusonesi.